# (1531) Hartmut
(1531) Hartmut – planetoida z pasa głównego asteroid okrążająca Słońce w ciągu 4 lat i 95 dni w średniej odległości 2,63 au. Została odkryta 17 września 1938 roku w Landessternwarte Heidelberg-Königstuhl w Heidelbergu przez Alfreda Bohrmanna. Nazwa planetoidy pochodzi od Hartmuta Neckela, wnuka odkrywcy. Przed nadaniem nazwy planetoida nosiła oznaczenie tymczasowe (1531) 1938 SH.